# 富田站 (栃木縣)
富田站（日语：／ Tomita eki */?）是一個位於日本栃木縣足利市駒場町，屬於東日本旅客鐵道（JR東日本）兩毛線的鐵路車站。

## 車站構造
對向式月台2面2線，設有列車交會的地面車站。曾經設有側式、島式複合月台2面3線，島式月台外側（3號月台）軌道和架線已拆去。
足利站管理的無人站。設有Suica、PASMO的簡易閘機、自動精算機。

### 月台配置
| 月台 | 路線    | 方向 | 目的地               |
| ---- | ------- | ---- | -------------------- |
| 1    | ■兩毛線 | 上行 | 足利、桐生、高崎方向 |
| 2    | ■兩毛線 | 下行 | 佐野、小山方向       |

（來源：JR東日本:車站構內圖 （页面存档备份，存于））

## 使用情況
根據JR東日本，2016年度（平成28年度）1日平均上車人次為1,049人。
- 兩毛線18個車站當中排行第13位。栃木縣內的兩毛線車站次於小山站、栃木站、佐野站、足利站排行第5位。

足利花卉公園大藤開花時期特別擁擠，因此站舍旁邊設有臨時閘口。2018年4月1日，此站至足利站之間開設了新站足利花卉公園站，位於足利花卉公園向北側道路一側（足利市迫間町）。
2000年度（平成12年度）－2016年度（平成28年度）的推移如下表。
| 上車人次推移       | 上車人次推移     | 上車人次推移    |
| 年度               | 1日平均 上車人次 | 來源            |
| ------------------ | ---------------- | --------------- |
| 2000年（平成12年） | 946              | [ 利用客数 2 ]  |
| 2001年（平成13年） | 901              | [ 利用客数 3 ]  |
| 2002年（平成14年） | 812              | [ 利用客数 4 ]  |
| 2003年（平成15年） | 865              | [ 利用客数 5 ]  |
| 2004年（平成16年） | 897              | [ 利用客数 6 ]  |
| 2005年（平成17年） | 923              | [ 利用客数 7 ]  |
| 2006年（平成18年） | 890              | [ 利用客数 8 ]  |
| 2007年（平成19年） | 963              | [ 利用客数 9 ]  |
| 2008年（平成20年） | 987              | [ 利用客数 10 ] |
| 2009年（平成21年） | 953              | [ 利用客数 11 ] |
| 2010年（平成22年） | 886              | [ 利用客数 12 ] |
| 2011年（平成23年） | 823              | [ 利用客数 13 ] |
| 2012年（平成24年） | 845              | [ 利用客数 14 ] |
| 2013年（平成25年） | 884              | [ 利用客数 15 ] |
| 2014年（平成26年） | 828              | [ 利用客数 16 ] |
| 2015年（平成27年） | 947              | [ 利用客数 17 ] |
| 2016年（平成28年） | 1,049            | [ 利用客数 1 ]  |

## 相鄰車站
東日本旅客鐵道（JR東日本）
■兩毛線
足利花卉公園－富田－佐野

### 曾經的連接路線
- 赤見輕便鐵道（日语：赤見軽便鉄道）

### 使用情況
1. 1 2  . 東日本旅客鉄道.   [2019-03-21]. （原始内容存档于2019-03-27）.
2. ↑  . 東日本旅客鉄道.   [2019-03-21]. （原始内容存档于2019-03-27）.
3. ↑  . 東日本旅客鉄道.   [2019-03-21]. （原始内容存档于2019-03-27）.
4. ↑  . 東日本旅客鉄道.   [2019-03-21]. （原始内容存档于2019-03-27）.
5. ↑  . 東日本旅客鉄道.   [2019-03-21]. （原始内容存档于2019-03-27）.
6. ↑  . 東日本旅客鉄道.   [2019-03-21]. （原始内容存档于2019-03-27）.
7. ↑  . 東日本旅客鉄道.   [2019-03-21]. （原始内容存档于2019-03-27）.
8. ↑  . 東日本旅客鉄道.   [2019-03-21]. （原始内容存档于2019-03-27）.
9. ↑  . 東日本旅客鉄道.   [2019-03-21]. （原始内容存档于2019-04-02）.
10. ↑  . 東日本旅客鉄道.   [2019-03-21]. （原始内容存档于2019-03-27）.
11. ↑  . 東日本旅客鉄道.   [2019-03-21]. （原始内容存档于2019-03-27）.
12. ↑  . 東日本旅客鉄道.   [2019-03-21]. （原始内容存档于2019-03-27）.
13. ↑  . 東日本旅客鉄道.   [2019-03-21]. （原始内容存档于2019-03-27）.
14. ↑  . 東日本旅客鉄道.   [2019-03-21]. （原始内容存档于2019-03-27）.
15. ↑  . 東日本旅客鉄道.   [2019-03-21]. （原始内容存档于2016-04-04）.
16. ↑  . 東日本旅客鉄道.   [2019-03-21]. （原始内容存档于2019-03-27）.
17. ↑  . 東日本旅客鉄道.   [2019-03-21]. （原始内容存档于2019-03-23）.

## 外部連結
- 車站資訊（富田）：東日本旅客鐵道